# Мультикультурный маркетинг
Мультикультурный маркетинг (также известный как этнический маркетинг) — практика маркетинга, направленная на одну или нескольких аудиторий конкретной этнической принадлежности — как правило, этнической группы вне культуры большинства населения страны, которую иногда называют «общим рынком». Обычно, мультикультурный маркетинг пользуется преимуществами различных культурных основ групп, таких, как язык, традиции, торжества, религия и любые другие понятия, для общения и убеждения этой аудитории.
Мультикультурный маркетинг признает различия в восприятии, мотивах и верованиях среди потребителей с различным культурным происхождением, использует культурные нормы нескольких культур для максимального обнародования бизнес-продукта или услуг, демонстрируя интерес и понимание различных культур (De-Mooij, 2015). Для успешного осуществления мультикультурной маркетинговой стратегии необходимо выявлять, понимать и уважать культурные различия. Предприятия не должны «быть на одной волне», а должны адаптироваться к различным рынкам по всему миру(Уилкинсон & Ченг, 1999).
Международный маркетинг, как правило, работает с данными на национальном уровне (De-Mooij, 2015). Маркетолог с международной специализацией анализирует страны с точки зрения ВНД/населения, уровня образования, имеющихся средств массовой информации, используемых социальных меди, инфраструктуры розничной торговли и данных категорий продуктов, все на национальном уровне(De-Mooij, 2015). Применение культурных ценностей на одном и том же национальном уровне полезно для понимания различий в обладании потребительскими товарами, предпочтениях в брендах и мотивах. Это не может быть установлено различиями в доходах или другими демографическими характеристиками, но может быть объяснено культурными различиями(Деманжо, Бродерик & Крейг, 2015).
Данные о культурных ценностях обычно оцениваются с использованием первичных или вторичных данных. Первичные данные получают непосредственно путем оценки значений, проводя обследования и эксперименты. Вторичные данные включают рейтинг пропорций национальной культуры. Данные для индивидуальных исследований собираются и анализируются на индивидуальном уровне и привязываются к отдельным результатам. Для оценки культурных на национальном уровне, персональные данные объединяются по географическому признаку и результатам на уровне страны или уже существующим показателям по стране(Деманжо и соавт., 2015).
В мультикультурном маркетинге (этнический маркетинг или кросс-культурный маркетинг) применяются уникальные маркектинговые техники для выхода на этнический рынок. Понятие «этнического рынка» относится к культурам, отличным от большинства культур на территории, откуда родом компания.  Стратегии мультикультурного маркетинга включают признание традиций, верований, ценностей, норм, языка и религии, присущих культуре, и применение данных аспектов для продаж с учетом нужд культуры. (Rugimbana & Nwankwo, 2003).

## История
Мультикультурализм считался проблемой, в Австралии предпринимались попытки уменьшить культурную неоднородность путем ограничения иммиграции до белых европейцев (Уилкинсон & Ченг, 1999). От этой идеи быстро отказались. Другие вопросы включали адаптацию к обычаям и традициям новых стран, напряженность между этническими общинами исторического происхождения (Уилкинсон & Ченг, 1999). В последнее время акцент сместился на преимущества мультикультурализма и на то, как он может потенциально увеличить узнавание бренда на внутреннем и международном уровне(De Mooij, 2015).
Экономические, политические и социальные предложения данного культурного сочетания нельзя игнорировать, они стали широко признанными, например, Австралийская комиссия по телерадиовещанию в 1995 году сделала значительный шаг  в обеспечении того, что чтобы несколько культур были приняты во внимание и позволили собрать лучшие телевизионные программы со всего мира  и удовлетворить потребности различных культурных групп, транслируя программы из Азии и Европы, что непосредственно повлияло на его рейтинги и  способствовало расширению аудитории (Уилкинсон & Ченг, 1999). Другие различные типы товаров и услуг были разработаны и адаптированы для мультикультурного локального рынка. Например, компания Chtaura Dairy products стала использовать рецепты стран Ближнего Востока в приготовлении своих молочных продуктов.
Кросс-культурный маркетинг не стали использовать в обществе чаще до конца 1960-х годов, когда потенциал этнического рынка был рассмотрен впервые (Rugimbana & Nwankwo, 2003). С тех пор мультикультурный маркетинг медленно развивался и достиг пика в 1990 году, когда предприятия начали признавать ценность ориентации на этнический рынок. Такие крупные компании, как Coca-Cola, инвестировали в мультикультурную маркетинговую схему, осознав потенциал этнического рынка для роста их бизнеса(Rugimbana & Nwankwo, 2003).

## Кросс-культурные рынки
Необходимо рассмотреть два типа потребностей на многокультурном внутреннем рынке. Во-первых, потребности людей с различным культурным происхождением и, во-вторых, потребности, обусловленные этими ценностями, восприятием и предпочтениями культурных групп, в роли продуктов и услуг в их жизни(Деманжо и соавторы, 2015).
Мультикультурные рынки являются важным фокусом для международных маркетинговых и межкультурных потребительских исследований, учитывая их растущее экономическое значение и их теоретическое отличие от других типов рынков. Изменения в инфраструктуре, технологии, экономическом развитии и потребительской мобильности повысили культурное взаимодействие, что привело к росту спроса на многокультурные рынки. Традиционно маркетинговые исследования основывались на статических ценностях; в наше время маркетинг считается более динамичным (Деманжо и соавторы, 2015). Мультикультурный маркетинг становится центральным элементом маркетинговых исследований(De-Mooij, 2015).

## Стратегия кросс-культурного маркетинга
Маркетинговая стратегия сосредоточена вокруг цели увеличения продаж и достижения конкурентного преимущества, маркетинговые стратегии могут быть краткосрочными и долгосрочными (Котлер, Бёртон, Динс, Браун, & Армстронг, 2013). Мультикультурные маркетинговые стратегии нацелены на адаптацию коммерческих предложений к конкретным культурным группам для создания многокультурного целевого рынка (Деманжо и соавторы, 2015). Маркетинг микс и 4P маркетинга (продукт, цена, продвижение и место (каналы) играют роль в создании маркетинговой стратегии(Котлер, Бёртон, Динс, Браун, & Армстронг, 2013).
Маркетинг микс позволяет сосредоточиться на целях и установить каналы для связи с целевым рынком продукта или услуги. Для достижения успеха мультикультурной стратегии необходимо учитывать несколько факторов, включая создание бренд-сообщения, которое обращается к людям нескольких разных культур и национальностей, используя доступные каналы продвижения, являющиеся точками соприкосновения на целевом рынке (включая телевидение, социальные медиа, радио и веб-сайты) (Баррелл, 2015). Для создания хорошей мультикультурной маркетинговой стратегии также важно работать с частными лицами и агентствами, которые понимают образ жизни целевого потребителя. Мультикультурное мышление должно быть включено в основную общую стратегию бренда для проявления уважения к культурам и установления взаимно-доверительных отношений(Баррелл, 2015).
На потребительские покупки оказывают воздействие культурные, социальные, личные и психологические влияния (Котлер, Бёртон, Динс, Браун, & Армстронг, 2013). Эти факторы нельзя контролировать, но они могут быть учтены при разработке комплекса маркетинга (Котлер, Бёртон, Динс, Браун, & Армстронг, 2014). Культура является основой желаний и поведения человека. Взрослея в обществе, ребенок учится основным ценностям, восприятиям, желаниям и поведению у своей семьи и других примеров для подражания. Маркетологи принимают решения, до какой степени адаптировать продукт и маркетинговые программы для удовлетворения желаний, присущих уникальным культурам, и потребностей потребителей на различных рынках.
Продвижение должно происходить в контексте современных социальных и культурных различий. Компании могут адаптироваться к той же промо-стратегии, что и внутренний рынок, или адаптироваться к каждому местному рынку. Адаптация продукта и коммуникации включает доработку рекламного послания таким образом, что оно будет соответствовать различным культурным условиям (Котлер, Бёртон, Динс, Браун, & Армстронг, 2013). В процессе адаптации продукта товар меняется для того, чтобы отвечать местным потребностям, условиям, желаниям, а создание чего-то нового для существующего рынка называется продуктовой интервенцией(Котлер, Бёртон, Динс, Браун, & Армстронг, 2013).

## Причины использовать кросс-культурную рекламу
Термин «мультикультурный» подразумевает включение людей, которые имеют различные обычаи и убеждения, а многокультурный потребитель — это любой потребитель, который имеет два или более культурных, или этнических происхождения или принадлежности; на самом деле, они демонстрируют контекстуальную культурную идентичность, которая позволяет им проявлять различные особенности образа жизни, культуры и т.д. (Уортонская школа бизнеса). Поэтому маркетологи должны заметить, что им нужно развивать свой подход, чтобы учитывать эту динамичную и гибкую индивидуальность (Перес & Франк, 2011). В то время, как общие стандарты для «хорошей рекламы» похожи по всей группе, кросс-культурные клиенты на самом деле нуждаются в личной актуальности для создания более привлекательной рекламы с ними.
В мультикультурной среде состав общества в целом многообразен, что влияет на потребность  в мультикультурном подходе к маркетинговым стратегиям (Rugimbana & Nwankwo, 2003). Понятие «безразмерный» больше не применяется, и необходимо разработать стратегии для спешного общения с  со всеми культурами с помощью маркетинговых техник. «Культура» оказывает значительное влияние на маркетинговые стратегии, поскольку она влияет на каналы коммуникаций, поведение потребителей и рекламные стандарты и нормы. (De-mooij, 2014)  De-mooij также признает, что потребители во всем мире неодинаковы, и их модели мышления и решения о покупке различаются в зависимости от других социально-экономических факторов (2014).
Адаптация кросс-культурных маркетинговых стратегий также позволяет предприятиям получить уникальное конкурентное преимущество. Доказано, что потребитель принимают решения о покупке на основании социальных, личных, культурных и физиологических факторов(Котлер, Бертон, Динс, Браун, & Армстронг, 2013). Как только эти факторы признаются и маркетолог знает, какие факторы побуждают многокультурного потребителя совершить покупку, можно использовать стратегии для большей привлекательности на рынке через физиологические потребности.

## Значение кросс-культурного маркетинга
Кросс-культурный маркетинг имеет три основных значения (Rayo & Artieda, 2011). В первую очередь это инновации – благодаря этому виду маркетинга, маркетолог и компании всегда должны быть креативными в поиске новых решений, разработки новых продуктов и маркетинговых стратегий. Второе значение кросс-культурного маркетинга – это рост, а именно увеличение продаж и рынка для бренда компании. И, наконец, сотрудничество можно считать третьим значением мультикультурного маркетинга, которое может объединить людей и продвигать бренд и компанию.

## Необходимые навыки
Предположительно, в области кросс-культурного маркетинга требуются следующие навыки.
1. Определить шаблоны, которые позволят сгруппировать субкультуры таким образом, чтобы общая маркетинговая стратегия могла быть расширена до нескольких субкультур в группе («транскультурный» маркетинг)
2. Разработать четкую маркетинговую стратегию для каждой субкультуры, если есть существенно различное культурное измерение, которое важно для конкретной культуры (кросс-культурный маркетинг)
3. Дальнейшее сегментирование аудитории внутри субкультуры, при необходимости, с точки зрения культурной схожести, культурной индивидуальности или уровня культурной ассимиляции (тактическая адаптация внутри субкультуры)
4. Разработка параметров культурно приемлемых маркетинговых стимулов; и
5. Разработка протокола оценки культурной эффективности стимулов.

Данный процесс также известен как этнический маркетинг.

## Создание и обновление кросс-культурной маркетинговой стратегии
Создание мультикультурной маркетинговой стратегии
Мультикультурный маркетинг фокусируется на модификации обмена сообщениями и маркетинговых каналов для каждой целевой группы, вместо простого перевода общего послания на разные языки, или использования символических изображений различных этнических групп  (Стахура & Мерфи, 2005).
Успешная многокультурная маркетинговая стратегия должна быть: многогранной, реалистичной и постепенно реализуемой с течением времени. Кроме того, существует 4 правила создания кросс-культурной маркетинговой стратегии: маркетинг должен быть двуязычным – на мировом рынке в целом и каком-то конкретном крупном рынке, большинство потребителей говорят более, чем на одном языке, позаботьтесь о том, чтобы тактики digital-маркетинга соответствовали ценностям и поведению, используйте развлекательные приемы и музыку в качестве инструментов маркетинга, и а также разработайте единый контент и программное обеспечение (Райт, 2015).
Существует 5 последовательных действий, которыми можно описать маркетинговую стратегию: подробно опишите конкретные мероприятия, которые будут проведены, определите целевую аудиторию для каждого вида деятельности, обозначьте критерии оценки достижения успеха, будьте достаточно гибкими к корректировкам, и, наконец, оговорите, кто за какое действие будет нести ответственность(Клауснер, 2013).
Существует несколько шагов для создания мультикультурной маркетинговой стратегии (Rayo & Artieda, 2011).  Первым шагом является идентификация целей и рынков, а также целевого клиента и его характеристик. Во-вторых, стратегия должна определить такие потенциальные точки воздействия на клиента, как зона комфорта, язык или традиции, культура, и т.д. Следующим шагом является определение медиа, которые имеют значение для достижения маркетинговых целей. В-четвертых, маркетолог должен оценить подход и учиться на чужих ошибках. И, наконец, стратегия должна быть связана с культурой пониманием и проявлением уважения к культуре и традициям клиентов, выстраивая с ними доверительные отношения и налаживая связь, затем делая бренд компании многокультурным.
Обновление стратегии мультикультурного маркетинга
Наиболее быстро растущим сегментом населения является многокультурная аудитория с расширяющимися культурными убеждениями, которые приводят к необходимости обновления мультикультурной маркетинговой стратегии от компаний до целевых продуктов и услуг до этого нового растущего населения(Вахет, 2015). В 2013 году, Forbes представил 5 советов по обновлению кросс-культурной маркетинговой стратегии, к которым относятся: социализация и мобилизация – поскольку мультикультурные аудитории лидируют по использованию социальных медиа и мобильных технологий, маркетолог также должен быть социализированным и мобилизованным; во-вторых, кросс-культурное мышление  означает, что быть мультикультурным – это одна из крупнейших ошибок, на самом деле маркетологи не должны принадлежать какой-то конкретной этнической группе, чтобы мыслить, как вышеупомянутое общество. Следующий совет – расставление приоритетов в мультикультурной стратегии, что означает, что многокультурное сознание должно быть вовлечено в основную стратегию, а мультикультурный клиент должен быть целью общей стратегии бренда. Кроме того, понимание всех значений термина «многокультурный» можно считать четвертым советом, поскольку маркетологи должны охватить всех потенциальных клиентов. Последней рекомендацией является опробовать новую медиа-платформу и маркетинговые средства, или, другими словами, маркетологи должны попробовать новые медиа-платформы и инструменты маркетинга, как это уже сделали потребители.

## Основоположники
Пионерами в области кросс-культурного маркетинга являются в том числе Мадам Си Джей Уокер, афро-американская бизнесвумен, предприниматель в области ухода за волосами, Procter and Gamble, Mc Donald’s, Pepsi cola и Benetton, а также предприниматель Франческо Коста с компанией My Own Media и Холдингом ISI в секторе услуг иностранцам, Джозеф Ассаф с Ethnic Business Awards, Алан Пауэлл, генеральный директор AP & Associates, и Саад Сараф с Mediareach Advertising (UK). Некоторыми из первых агентств в Нью-Йорке, специализирующихся на многокультурном и особенно маркетинге в испаноязычной среде были FOVA (Font и Vaamonde), приобретенное Grey Advertising, The Bravo Group (поглощенное Y&R) и Conill Advertising (купленное Saatchi). Другими основоположниками в США были и Дик Диллон (компания Mendoza Dillon была куплена WPP Group), Лоретта Адамс, бывшая владелица Market Development, Inc. (купленная TNS). Шарифа Хан, основатель и генеральный директор Balmoral Multicultural, можно сказать, является пионером кросс-культурного маркетинга в Канаде, она работает с клиентами Balmoral с 1989 года. Гуатам Нат – основатель Мультикультурного Маркетингового общества Канады. Он является одним из ведущих мультикультурных профессионалов и служит нескольким советам и комитетам.

## Примеры
Самым близким примером может служить Германия. По данным социологических исследований, на сегодня в Германии насчитывается порядка 4 млн русскоязычного населения. Основную массу из них составляют репатрианты — этнические немцы. Пожалуй, пик их переезда пришелся на 90‑е и начало 2000‑х, когда произошел развал СССР, и открылись границы. Не удивительно, что русские стараются поддерживать связи с соотечественниками, образуют общины и центры помощи и являются предметом интереса для мультикультурного маркетинга. Для этого создаются отдельные маркетинговые стратегии, кампании и  контент.

## Внешние ссылки
- https://web.archive.org/web/20120211093344/http://www.hispanicprblog.com/hispanic-organization-news/namic-announces-winners-of-the-2010-excellence-in-multi-cultural-marketing-awards.html
- http://www.digitaljournal.com/pr/258375
- Cui, Geng. Marketing Strategies in a Multi-Ethnic Environment (неопр.) // Journal of Marketing Theory and Practice. — 1997. — 1 January (т. 5, № 1). — С. 122—134. — doi:10.2307/40470981. — JSTOR 40470981.
- Creating A Successful Marketing Strategy
- 5 tips to refresh your multicultural marketing strategy
- 4 new rules for multicultural marketing
- Multicultural Marketing and the Changing Face of the Canadian Consumer: New Times Call New Strategies
- Marketing to the Multicultural Consumer
- Multicultural Marketing